# 徐懋棠
徐懋棠（1902年—1961年7月9日），清末民国上海买办资本家、银行家。浙江慈溪县人，一说镇海县人。

## 生平简介
出生宁波商业世家，父亲为上海纺织业巨头、“棉纱大王”徐庆云。有弟徐懋昌。
早年在上海从事钱庄业，投资有上海恒隆、聚康、敦裕、同庆五大钱庄。并在宁波开设天益钱庄，是宁波裕源钱庄经理。20世纪30年代，其父徐庆云心脏病突发去世，遗留资本2000多万元，徐懋棠遂继承父亲产业。
徐懋棠曾任大英银行买办。1929年，与杜月笙一同创办上海中汇银行，杜月笙出任董事长，徐懋棠出任董事兼总经理。徐懋棠也是上海大丰庆记公司董事。并任宁波浙东商业银行董事。徐懋棠投资运输、航运业，是江南铁路公司和宁绍轮船公司的董事。
徐懋棠是杜月笙门徒，恒社创社的19名骨干之一。杜月笙曾参与调停徐家徐庆云死后的争产风波。1949年，移居香港，1961年逝世。

## 著作
- 《徐庆云先生赴告》、《徐君庆云行状》，徐懋棠 徐懋昌 编辑，民国20年（1931年）